# Козинки (Карачевский район)
Кози́нки (Казинки) — деревня в Карачевском районе Брянской области, в составе Ревенского сельского поселения. 
 Расположена в 4 км к северу от деревни Ревны. Население — 3 человека (2010).

## История
Упоминается с XVII века в составе Подгородного стана Карачевского уезда. В XVIII—XIX вв. — владение Сафоновых, Богдановых, Паниных, Газукиных и др.; входила в приход села Покров.
До 1929 года в Карачевском уезде (с 1861 — в составе Руженской волости, с 1924 в Карачевской волости). В середине XX века — колхоз «Красный актив», позднее совхоз «Козинский». До 1954 года являлась центром Козинского (Казинского) сельсовета, в 1954—1960 в Руженском сельсовете.
| Годы      | 1866 | 1887 | 1926 | 1979 | 1989 | 2002 | 2010 |
| --------- | ---- | ---- | ---- | ---- | ---- | ---- | ---- |
| Население | 260  | 329  | 287  | 48   | 10   | 5    | 3    |